# Karl Heinrich Schäfer (Historiker)

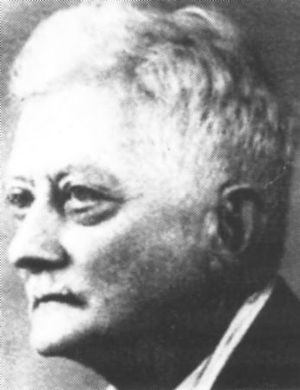
Karl Heinrich Schäfer, um 1940

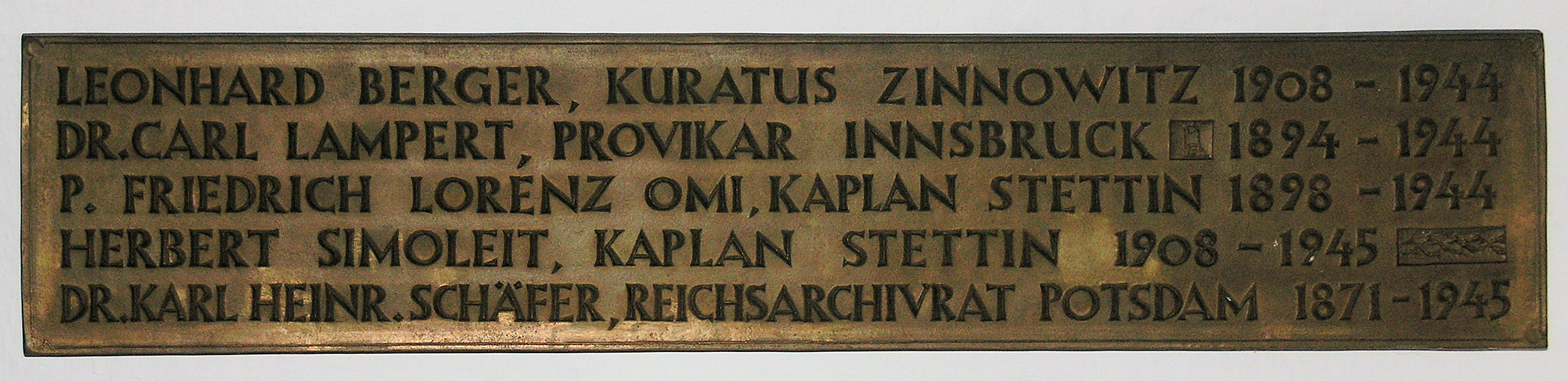
Gedenktafel der Märtyrer der NS-Zeit in der Krypta der Sankt-Hedwigs-Kathedrale in Berlin-Mitte

Karl Heinrich Schäfer (oder Karlheinrich Schäfer; * 27. Juli 1871 in Wetter; † 29. Januar 1945 im KZ Sachsenhausen) war ein deutscher Historiker und Archivar.

## Leben
Nach seinem Abitur 1891 studierte Schäfer Evangelische Theologie in Greifswald, Erlangen und Marburg und legte 1895 die 1. Theologische Prüfung ab. Nach seinem Aufenthalt im Domkandidatenstift in Berlin legte er 1898 sein Pfarrexamen in Kassel ab. 1899 folgte die Oberlehrerprüfung, ab 1900 war er Hilfsarbeiter am Historischen Archiv der Stadt Köln und wurde 1902 in Tübingen mit einer Arbeit zur mittelalterlichen Kirchengeschichte  zum Dr. phil. promoviert.
Am 8. Dezember konvertierte er in der Zwölf-Apostel-Kirche in Köln zum Katholizismus, was zum Verlust seiner Stellung im Stadtarchiv Köln führte. Ab 1903 war er Mitarbeiter des Römischen Instituts der Görres-Gesellschaft.
Seinen Kriegsdienst während des Ersten Weltkrieges leistete er zunächst als Sanitätssoldat beim Deutschen Roten Kreuz, schließlich als Landsturmmann und zuletzt als Unterrichtsoffizier ab.
Nach Kriegsende war er 1919 als kommissarischer Bibliothekar in Wolfenbüttel tätig, habilitierte sich an der Technischen Hochschule Braunschweig und war dort ebenfalls Dozent für Kulturgeschichte.
1921 wurde er als Reichsarchivrat an das neugegründete Reichsarchiv in Potsdam berufen. 1928 wurde er 1. Vorsitzender des Geschichtsvereins Katholische Mark bzw. Diözesangeschichtsvereins im Bistum Berlin.
1934 wurde er nach Denunziation in den dauernden Ruhestand versetzt. Nach einer weiteren Denunziation durch eine Hausangestellte wegen des Hörens englischer Radiosender wurde er am 14. Oktober 1942 von der Geheimen Staatspolizei verhaftet und vom Sondergericht III Berlin am 27. Januar 1943 zu zwei Jahren Zuchthaus verurteilt. Am 8. März 1943 folgte der Entzug des Archivrattitels und des Ruhegehalts. Nach der Verbüßung der Haftstrafe in Luckau verhinderte die Gestapo eine Entlassung. Ab 7. Januar 1945 befand er sich im Konzentrationslager Sachsenhausen, wo er am 29. Januar verstarb.
Mit ihm wurde auch seine Luxemburger Ehefrau Barbara Schäfer wegen des „Abhörens von Feindsendern“ zu einer Haftstrafe von 18 Monaten verurteilt. Im April 1944 wurde sie aus dem Frauenzuchthaus Cottbus körperlich zermürbt, aber durch ihren Glauben gestärkt, entlassen. Bereits 1947 als Opfer des Faschismus anerkannt, erhielt sie erst ab 1965 in der DDR eine entsprechende Ehrenpension, bevor sie am 20. November 1976 verarmt in Potsdam verstarb.

## Nachlass und Gedenken
Der Nachlass des Ehepaares befindet sich im Diözesanarchiv Berlin und im Archiv der Katholischen Propsteipfarrei St. Peter und Paul in Potsdam.
Die römisch-katholische Kirche nahm Karl Heinrich Schäfer im Jahr 1999 als Glaubenszeugen in das deutsche Martyrologium des 20. Jahrhunderts auf.

## Schriften (Auswahl)
- Pfarrkirche und Stift im deutschen Mittelalter. Eine kirchenrechtsgeschichtliche Untersuchung. Stuttgart 1903.
- Die Kanonissenstifter im deutschen Mittelalter. Ihre Entwicklung und innere Einrichtung im Zusammenhang mit dem altchristlichen Sanktimonialentum. Enke, Stuttgart 1907.
- Die Ausgaben der apostolischen Kammer unter Johann XXII. Nebst den Jahresbilanzen von 1316–1375. Schöningh, Paderborn 1911.
- Deutsche Ritter und Edelknechte in Italien während des 14. Jahrhunderts. 2 Bände Schöningh, Paderborn 1911; 3. Band Schöningh, Paderborn 1914; 4. Band Schöningh, Paderborn 1940.
- Die Ausgaben der apostolischen Kammer unter Benedikt XII., Klemens VI. und Innocenz VI. 1335–1362. Schöningh, Paderborn 1914.
- Märkisches Bildungswesen vor der Reformation. Verlag der Germania A.-G., Berlin 1928.[2]